# Богородское сельское поселение (Белгородская область)
Богоро́дское се́льское поселе́ние — упразднённое муниципальное образование в Новооскольском районе Белгородской области.
Административный центр — село Богородское.
19 апреля 2018 года упразднено при преобразовании Новооскольского района в Новооскольский городской округ.

## История
Богородское сельское поселение образовано 20 декабря 2004 года в соответствии с Законом Белгородской области № 159.

## Население
| 2010 | 2011  | 2012 | 2013 | 2014 | 2015 | 2016 |
| ---- | ----- | ---- | ---- | ---- | ---- | ---- |
| 1013 | ↘1009 | ↘987 | ↘979 | ↗985 | ↘967 | ↘954 |
| 2017 | 2018  |      |      |      |      |      |
| ↘919 | ↘904  |      |      |      |      |      |

## Состав сельского поселения
| № | Населённый пункт | Тип населённого пункта       | Население |
| - | ---------------- | ---------------------------- | --------- |
| 1 | Богородское      | село, административный центр | ↘586      |
| 2 | Можайское        | село                         | ↘118      |
| 3 | Новосёловка      | хутор                        | →34       |
| 4 | Полевой          | посёлок                      | ↘275      |